# 박봉주 (1939년)
박봉주(朴奉珠, 1939년 4월 ~ )는 조선민주주의인민공화국의 정치인이자 기업인이다. 2003년 9월 3일부터 2007년 4월 11일까지 내각 총리를 지냈고, 다시 2013년 4월 1일부터 2019년 4월까지 내각 총리를 역임했다.
그리고 조선민주주의인민공화국 국무위원회 부위원장과 조선로동당 중앙위원회 정치국 상무위원을 겸직하고 있다. 기업인으로는 평안북도의 식료품 공장장, 순천비날론연합기업소 지배인을 지냈다.
1962년에 평안북도의 식료품 공장장이 되었고, 그 후 1993년부터 조선로동당 경공업부 부부장을 맡았고 1998년부터 화학공업상이 되었다. 당내의 서열은 제6위이다. 2003년 9월 3일 홍성남 후임으로 북한내각 총리에 임명되었으나 2007년 4월 11일 해임되었다.
해임 사유는 선군정치 시대에 군수경제에 비협조적이라는 이유이며, 2007년 4월 평안남도 순천시 순천비날론연합기업소 지배인으로 좌천됐다.
박봉주는 유류 사용 문제를 놓고 군부와 갈등을 빚었다고 한다.
하지만 2010년 8월 조선노동당 중앙위원회 경공업부 제1부부장으로 권력의 중심에 복귀하였고, 2012년 4월 경공업부 부장을 거쳐 2013년 4월 내각 총리에 임명되면서 다시 자기의 위치를 되찾았다. 그리고 2016년 5월 9일 권력의 핵심이라 볼 수 있는 조선로동당 정치국 상무위원에 진입하였다.
2016년 6월 29일, 새롭게 신설된 국무위원회의 부위원장으로 내각을 대표해 임명되었다. 2019년 4월 내각 총리에서 물러나 당중앙위원회 부위원장으로 선출되었다.

## 조선민주주의인민공화국 급진 개혁안 실행 실패
박봉주는 2003년 총리가 된 다음에 급진 개혁안들을 실행을 하기 위하여 내각 상무조를 편성하여 2004년부터 2005년까지 급진개혁안들을 실행을 하였음을 알수가 있었다.
현물지표를 대폭 축소하고 현금 지표를 확대하는 조치를 취함과 동시에 기업 자체 계획을 전면적으로 확대하는 조치를 취하였음을 알수가 있다는 것이다.
번수입지표를 사용 권한을 확대하고 임금 상한선을 전면 폐지하도록 지시를 내리고 국가 납부금을 정액제로 전환하여 달러로만 내게 하였으며 경제 단위의 현금 보유 한도 확대를 시켰음을 알수가 있다.
북한 최초로 조세를 확대하는 조치를 취하였으며 가격을 시장가격으로의 자율적 결정을 하도록 하였으며 물자 교류 시장에서 현금 거래를 전면적으로 허용을 하였다.
상금과 상여금을 승인 제도를 폐지하였으며 인력운용 권한을 부여하였고 개인 경작지를 30평에서 400평으로 전면적으로 허용하고 국가 납부량을 전면적으로 축소를 하였다.
협동농장의 분조 규모 축소 권한을 부여하였고 6개월 농사를 허용하였으며 종합시장을 개설하는 것을 합의를 하였으며 수입 물자 교류 시장도 개설을 하였다.
시장 가격과 국가 지도 가격 그리고 합의제 가격 등 가격 제정 방식 다양화하였으나 박남기와의 충돌로 인하여 결국 급진 개혁안이 실패되고 군부와의 갈등으로 인하여 결국 2007년 총리에서 해임되고 특히 순천화학연합기업소로 지배인으로 전출가게 되었고 이것을 계기로 2012년 12.1 경제개혁조치의 발판이 되었음을 알수가 있었다.

## 김정은 집권시 경제개혁 과정
북한은 화폐개혁이 실패한 이후 2010년 하반기부터 다시 부분적인 경제 개혁 준비에 착수한 것으로 알려졌고 우선 2010년 8월 박봉주 내각 총리를 노동당 경공업부 제1부부장으로 복권을 하였는데 이때 장성택의 영향이 가장 컸으며 처음에 김경희의 추천으로 복권이 되었다.
그리하여 김정일때부터 많은 현지지도에 같이 동행을 하였는데 그 이유는 2004년부터 2007년까지 내각 총리였었기 때문에 조선민주주의인민공화국의 사정을 가장 잘알았기 때문으로 평가가 되고 있다.
결국 김정일의 급사에 이은 김정은의 집권으로 2012년 4월에는 노동당 경공업부 부장으로 승진을 하여 많은 경제개혁에 관여했고 로두철과 함께 경제개혁 T/F를 작성하는데 많은 도움을 주었다.
실질적으로 권력을 승계한 김정은은 경제 관리 개선 방안을 마련할 것을 지시했으며, 2012년 초 개선안을 마련하기 위해 구성된 상무조에서 제시한 안을 기초로 논의와 실험적 실시를 진행한 것이다.
이때 주도적으로 건의를 올렸던 사람은 로두철 부총리와 박봉주 노동당 경공업부 부장으로써 김정은은 4월 경에 상무조를 바탕으로 사회주의 기업 책임 관리제를 부분적으로 실행을 하려 했다.
하지만 결국 이명박 전 대통령의 발언으로 인해 흐지부지 될뻔 하다가 간신히 6월에 상무조가 정식 편성이 되고 이때부터 부분적으로 경제 개혁안들이 마련했다.

### 12.1 경제개혁조치
특히 사회주의 기업 책임 관리제라는 독립채산제 및 기업 개혁 과정에서 벌어진 모든 기업 관리 체계를 개혁하는 과정을 담아낸 적극적이고도 대폭 월급을 인상하는 조치를 내세웠음을 알 수 있고 내용을 보자면 이러하다.
내각이 경제의 총사령부로서 정책을 주도할 수 있는 기회를 가지며 특히 김정은을 포함한 조선로동당 간부들은 절대로 간섭을 못하며 특히 내각이 예산 배정을 주도적으로 맞추어 나가고 특히 김정은의 재가 하에 움직일 수 있다.
중앙 지표는 계획분을 뜻하며 중앙지표는 무조건 30%를 보장하고 특히 기업소 지표 즉 계획 외 생산을 전면적으로 허용을 하며 최대 70%를 보장할 수 있고 이를 주문 계약 방식으로 서면으로 하도록 요구를 하고 있다.
즉, 기업소 지표로 생산한 제품만 아니라 국가 계획 위원회와 도 – 시 – 군 인민위원회에서 시달하는 지표라도 국가 등이 원료, 자재를 제대로 공급하지 못하여 기업이 자체적으로 원료, 자재를 구입하여 생산한 제품, 그리고 수요자와 주문 계약하여 생산한 제품 등 기업소 지표 가격 제정 표준 세칙에 규정한 모든 상품에 대해서 가격을 제정할 수 있다.
그리고 2014년에 기업이 가격을 제정할 수 있는 상품의 범위를 확대한 것으로 보이는데, 여기에는 대학에서 첨단 기술 제품을 수요자와 계약에 따라 생산하여 내화, 외화로 판매하는 제품의 가격과 주문 계약으로 생산한 제품 가운데 외화로 원가를 보상하여야 할 제품의 외화 가격 등이 포함되었다.
결국 현물 계획에 의해 생산한 제품 중 공급처가 확정된 계획분을 제외한 거의 모든 제품을 기업이 자체적으로 판매할 수 있게 되었다고 볼 수 있으며 생산 수단의 경우 주문 계약에 따른 판매와 함께 사회주의 물자 교류 시장을 통하여 판매하도록 하고 있다.
기업이 판매권을 가지는 소비품, 생활 필수품, 소농기구 등은 도매 기관과 소매 기관 등 국영 유통망뿐만 아니라 종합시장, 직매점 등과 직접 계약하고 판매할 수 있도록 하였다.
그런데 사회주의 물자 교류 시장 운영 세칙에 따라 도 – 시 – 군에 실제로 사회주의 물자 교류 시장을 설치하여 운영하게 되었으며, 현금 거래도 가능하게 되었음을 알수가 있고 특히 소비재를 생산하는 기업은 2012년 11월의 상업성 지시에 의해 시장에 기업의 매대를 설치하고, 생산한 제품을 직접 판매 할 수 있다.
공장기업소는 자기가 위치한 지역 시장에 실정에 맞게 매대를 전개하며, 평양, 함흥, 청진시에서 시안의 다른 구역 시장들에도 실정에 맞게 공장, 기업소 매대를 설치할 수 있도록 하였다.
7.1 경제개혁조치 이후에 합쳐졌던 국가기업이익금과 거래수입금이 다시 분리 되었고, 주민들의 시장 사용료를 주요 원천으로 하는 기타 개인 소득 납부금이 새롭게 추가되었으며 국가 예산 수입법의 개정 내용이 발표될 당시에는 이전 제도로의 회귀 정도로 받아 들여졌다.
그러나 2014년 이후 예산 관련 법제의 개정 내용이 알려지면서, 실제 내용 면에서 2001년 이전 제도와는 완전히 구분되는 제도 변화라는 사실이 밝혀지게 되었다.
현재 조선민주주의인민공화국의 국가 예산 납부율은 거래수입금은 10% 규모이고 중앙지표까지 합하면 40%의 비율로 납부를 하고 있으며 국가기업이익금은 30% 비율로 납부를 하고 있다.
대부분 70%의 매출액을 국가로부터 납부하고 남은 30%의 자금을 자체 충당할 수 있는 기준을 마련을 하고 있음을 알수가 잇고 특히 감가 상각금은 국가 투자를 제외한 나머지 납부를 하지 않도록 규정하고 있다.

### 3.1 경제개혁조치
그리하여 조선민주주의인민공화국은 독립채산제를 실험삼아 해본 것을 결국 3월 1일자로 독립채산제를 전국에 걸쳐서 실행을 하게 되고 특히 군수 공장에까지 적용을 하여 자체 충당금 30%를 제외한 나머지는 세금으로 돌려지기까지 하고 다만 급여와 성과급을 자체 충당금 범위에서 제공을 하도록 조치를 하였고 특히 계획 외 생산을 조건없이 판매조치토록 하였다.
조선신보의 기사에 따르면 조선민주주의인민공화국의 모든 생산 공장들이 독립채산제를 바탕으로 사회주의 기업 책임 관리제를 전체에 확대하여 실시를 하고 특히 지배인의 권한을 강화함에 따라 특히 급여 체계를 대폭 상승을 하였으며 특히 일반 생산 공장들은 30만원의 급여에서 성과급은 120%를 달성할시 2배를 150%를 달성할시 3배를 200%를 달성할시 5배의 성과급을 주고 특히 최대 300%까지 초과 달성하면 10배를 주는 차등 임금제를 수립하였다.
조선민주주의인민공화국은 3월 1일 협동 화폐제를 실시를 하였고 특히 기업소와 모든 기관에서는 계좌를 내화 계좌와 외화 계좌를 모두 의무 개설토록 하였으며 카드를 이때 나래 카드를 발급을 하여 주었다.
특히 달러를 시장 환율을 전면적으로 조정하여 선포하였고 특히 1달러에 8,000원으로 잡아서 공식 환율로 지정을 하였으며 그리고 현재는 변동환율제인 협동화폐제로 인하여 내부의 선순환이 제대로 돌아가고 있음을 알수가 있다는 것이고 이것은 곧 금융 개혁의 시발점이 되었다.
특히 외화 자금의 양성화를 통하여 자금이 풀리고 특히 무현금 송금이 원칙이나 협동 화폐제를 통하여 원화로 송금을 해주는 장점도 있음을 알수가 있어서 달러라이제이션을 방지할 수 있다.
그래서 세금도 달러로써 거두어지고 있으며 대략 30%를 국가기업이익금을 내고 있으며 10%는 거래수입금을 내고 있다.

### 8.15 경제개혁조치
전국적으로 강서군과 숙천군을 제외한 전역에 포전 담당 책임제가 실행이 되었음을 알수가 있었고 이때 경작지의 15% 규모를 협동 농장의 농민들에게 연도마다 1,000평씩 임대하여 농사를 지은 수확물을 30%는 현물로 30%는 수매로 40%는 세금으로 거두고 있다.
평안북도에서 3,000평의 농지를 임대받아서 10톤의 수확물을 내고 3.5톤의 현물을 배분을 받았음을 알수가 있었고 협동 농장 분배 몫까지 4톤을 마련할 수 있었다고 밝히고 있다.
현재 북한이 경작하는 협동농장 농지는 전체 경지 면적의 약 85%가량 되고 포전 담당 책임제 농지는 약 15%로 추산되고 있음을 밝히고 있고 소토지 면적은 통계에 잡히지 않는다.
대략 6 - 4 규모로 분배를 하고 있으나 실제로는 7 - 3규모가 우세하다고 밝히고 있으며 현재는 돈주들에게도 투자를 받고 협동농장에서 임대를 하여 노동력을 고용하고 농장에 바치는 식량을 제외한 나머지 식량을 차지하는 방식으로 상당한 이익을 얻고있다고 밝혔다.
조선민주주의인민공화국의 평안남도의 내륙 산간 지역 농장에서 노동력 부족으로 묵혀두고 있는 토지의 사용권을 판매하는 현상이 나타나고 있는 것으로 전해졌음을 알수가 있었고 농장 측이 일정 금액의 돈을 받고 사장되고 있는 땅을 빌려주고 있다.
올해부터 일부 협동농장에서 실시하는 포전 담당 책임제는 토지 임대료를 수매가의 4배로 받는 대신 수확량의 30%만 당국에 바치도록 하는 것이며 협동농장 농민은 수확량의 70%를 농민이 가져갈 수 있다.
그리고 평당 북한 원화 2,000원을 선불로 내기 때문에 1,000평 단위로 계산을 하면 200만 원의 임대비가 든다고 밝히고 있고 특히 250달러의 외화가 필요하다고 밝혔다.
소식통은 또 가을에 곡물 분배율은 포전 등급에 따라 달라 1등급에서 3등급까지는 농민 60%, 농장 40%의 비율로 나눠 갖게 되고 영농자금을 모두 농민이 조달해야 되기 때문에 농민에 돌아가는 몫이 그리 큰 것은 아니고 소식통은 그러면서 조선로동당에서 분조관리제를 융통성 있게 실시해 곡물 수확량을 늘리도록 농장 간부들이 자율적으로 포전 담당 책임제를 실행토록 허용했지만 이에 따른 부작용은 고려하지 않은 것 같다면서 돈 있고 배 있는 농민들에게 농경지가 집중 임대되면서 대부분의 가난한 농민들은 더 가난에 빠지게 되었다고 지적했다.

### 5.30 경제개혁조치
5월 30일 김정은은 조선로동당, 조선민주주의인민공화국, 조선인민군의 책임 관료들과의 담화를 통해서 우리식 경제 관리 방법을 발표한 5.30 경제개혁조치를 발표하였다.
5.30 담화는 사회주의 기업 책임 관리제의 도입을 핵심으로 하여 경제 관리의 효율성을 제고하겠다는 내용으로 구성되어 있다.
이 제도가 공장, 기업소, 협동조합들이 생산 수단에 대한 사회주의적 소유에 기초해 실제적인 경영권을 갖고 기업 활동을 창발적으로 해 당과 국가 앞에 지닌 임무를 수행하며, 근로자들이 생산과 관리에서 주인으로서 책임과 역할을 다하게 하는 기업 관리 방법이라며, 향후 기업들을 이 제도를 중심으로 관리해 나갈 것임을 시사하고 있다.
일명 독립채산제를 바탕으로 하여 전 생산 수단을 가진 심지어 군수산업에까지 독립 채산제를 적용하여 자기의 손해를 자체로 감가 상각하도록 규정하고 있음을 알수가 있다.
첫째, 조선민주주의인민공화국의 변화된 경제 및 시장 상황을 반영하여 개인 투자 및 사적 경제 활동 부분적 인정과 둘째, 경제적 인센티브 제공의 강화와 함께 시장의 기능을 보다 적극적으로 받아들임으로써 경제 관리 체계에 시장 경제적 요소의 도입을 확대하였으며, 셋째, 기업에 경영 전반에 대한 자율성과 결정권을 보장하고 시장 경제 활동 참여를 허용하고 있다.
일명 덩샤오핑이 주장하였던 방식과 같은 방식으로 가고 있음을 알수가 있고 특히 시장 경제를 주장한 것을 알수가 있으며 2014년 9월에 기업체 주민 유휴 화폐 동원 이용 세칙을 제정하여, 기업이 공식적으로 돈주들이 가지고 있는 화폐를 조달할 수 있도록 합법화를 하였고 특히 경상운영을 위한 자금을 확보하는 것에 대한 규정인 것으로 보인다.
현재 이 방식으로 투자 받은 기업소들이 상당히 많으며 특히 아리랑 정보 기술 교류사나 그러한 일부 계획형 기업에도 투자를 받았으며 특히 은행에 자금을 예치함으로써 은행이 기업에게 넘겨줌으로 특히 영향력을 크게 감소할 수 있는 기반을 담은 규정으로 알려져 있으며 특히 위험 요소도 크게 감소할 수 있는 투자방식으로 알려져 있다.
차후 채무 상환 불응시 현금 계좌 선 압류 및 현금 수입이 들어오는 즉시 입금되는 조치로 인한 강제 집행을 통한 사전에 예방할 수 있도록 하는 안전 조항들도 수록이 되어 있다.
기본 건설금이나 혹은 대보수를 위한 투자도 역시 국가 예산으로만 하던 방식에서 기업소 자체 자금도 사용할 수 있도록 공식화하였으며 특히 고정 자산을 임대하거나 혹은 내각에 관할하에 소규모 기업에게 이관할 수 있음을 차후인 2015년에 공식화하였고 이를 2015년 기업소법에 명확히 하였다.

### 문화 개방
2016년에는 만수대 TV을 케이블 TV으로 전격 송출하여 UEFA 유로파리그나 혹은 동구권 영화들을 시청할 수 있도록 전격 조치를 하였고 만수대 TV에서 직접 운영하는 사이트인 목란비디오에서 판권을 사들여서 미국 애니메이션 영화나 혹은 동구권 영화 혹은 유로파리그들을 DVD로 발매하여 판매를 하고 있다.
2016년에는 아예 스마트폰으로 목란비디오로 들어가서 안드로이드로 설치하여 위의 영화들을 볼 수 있도록 전격적으로 허용을 하였고 이를 파격적인 조치를 취하였으며 단, 역시 그외의 영화들을 볼 수는 없다는 단점이 있다.
더군다나 나의 길동무 앱 스토어를 통하여 현재 조선민주주의인민공화국의 금지되었던 외국 도서들까지 대부분 허용하여 구매할 시 구독할 수 있는 자유까지 주었고 이를 김흥광 대표가 밝혔다.
2018년에는 많은 주민들이 최근 살기 힘들다고 말은 하면서 적지 않은 돈이 드는 만수대 TV 설치에 극성이면서 지역 우체국에서는 핀잔을 주었지만 이에 아랑곳하지 않았다.
외국 영화에 대한 인기가 날이 갈수록 높아지고 있다는 점을 당국도 알고 있다고 지적하고 이 같은 결정은 조선민주주의인민공화국 당국의 의도와는 달리 주민의 외부 정보에 대한 호기심을 자극하는 방향으로 흘러갈 가능성도 있다.
슈퍼마리오 64 게임도 조선민주주의인민공화국에서 복제 개발하여 품질을 좋게 하여 실제로 다운로드를 받고 공개한 사례가 상당하며 그외에 마리오 게임도 다운로드를 받은 사람들이 있다.
또한 소셜 미디어에 올린 북한 스마트폰 사진에는 해상격전과 탱크전, 탑쌓기와 같은 게임을 비롯해 한자 사전, 현대 중국어, 건강관리 앱 등이 설치돼 있었다.
스포츠 게임이 유명하여 유로파리그 선수나 혹은 국가 대표팀을 직접 선택할 수 있는 권한을 주었으며 특히 그래픽도 상당히 좋다.
하지만 아직까지는 전력 공급률이 차질을 빚고 있어서 현재는 50% 이상의 북한 가정이 현재 250W 태양열 발전을 추진하고 있어서 약 최대 10시간 동안은 여가 활동을 즐기고 있으며 이를 바탕으로 개방된 문화를 즐기고 있다.

## 평가
경제개혁에서 로두철 부총리와 함께 주도적인 역할을 하였고 특히 경제개혁에서 급진적인 사고방향으로 조선민주주의인민공화국이 발전을 하게 되었고 특히 문화 개방을 김정은의 재가에 결정적인 뒷배경이 있었다.

### 금융개혁의 주도적 역할[45]
금융 부문에 있어서 기업의 경영 자율성 확대와 생산 의욕 고취를 결제 및 자금 이용 측면에서 뒷받침하기 위한 금융 거래 관련 제도가 많이 변화하였음을 알수가 있고 이중 핵심은 시장 및 비공식 경제를 제도권에 편입하여 주민 및 기업이 보유한 자금을 최대한 이용하는 것이고 이와 관련된 가장 중요한 조치는 현금 계좌와 외화 계좌의 개설 허용이라고 할 수 있다.
이들 계좌 제도는 시장가격 또는 외화가격을 통한 실물 거래 기업간에 수취 또는 지급하는 자금의 입출금을 위해 새로 만들어진 것이다.
현금 계좌와 외화 계좌에서는 무현금 거래를 원칙으로 하는 기존의 기본 계좌와는 달리 비록 어느 정도 제약은 있으나 현금 출금이 가능하며 다른 계좌로의 송금도 가능하게 되어 자금 운용의 자율성이 확대되었음을 알수가 있다.
이러한 변화 중 환율 부문에서 이루어진 변화는 경제 운영에 있어 비공식 환율 역할의 확대라고 할 수 있다.
상업 분야를 중심으로 협동 화폐 거래소 및 협동 환율의 활용을 일부 인정한 것은 비공식 환율이 제도권으로 편입된 것으로도 볼 수 있다는 것이다.
또 한 가지 북한 당국의 금융에 대한 자세 변화는 주민 유휴 자금 동원에 대한 시각의 변화와 그 결과로 이루어진 각종 조치이며 이는 저축성 예금에 대한 이자 지급을 통한 화폐 자금 동원 확대를 도모하는 것과 은행을 중개 기관으로 활용하여 자금의 공급자와 수요자 간 자금 대차 제도를 마련한 것이 대표적이다.
금융 부문의 변화는 중앙은행 조직의 개편도 가져온 것으로 보이는데 2015년 이후 조선중앙은행이 담당하고 있던 상업은행 기능을 분리하는 작업이 단계적으로 추진된 조짐이 관찰되고 있음을 알수가 있다.
또한 북한 경제 전반에서 외화 의존도가 높아지면서 외국 합작으로 설립된 합영 은행이 영업을 확대하는 노력을 보이고 있는 것도 최근 북한 금융에서 나타난 중요한 변화 중 하나이다.

### 긴축 재정의 핵심적 역할론
2013년 이후 2019년 북한연구학회 추계학술회의에서 결론이 나왔는데 조선민주주의인민공화국이 2013년 이후 극심한 물가 상승을 잡는 데 성공했으며, 이는 당국의 통화 정책이 어느 정도 목표를 달성했기 때문이라는 전문가의 분석이 나왔다.
정연욱 박사에 따르면 쌀 가격 등으로 추정한 북한의 물가 상승률은 2011년 229%까지 폭등했지만, 2014년에 마이너스를 기록한 이후 5% 이내로 안정됐으며 계속 안정중이다.
그가 제시한 북한의 환율 추이를 보면 불안정하던 환율은 2013년부터 8천원 선을 굳게 지금까지 유지하고 있으며 그가 가능하던 이유로는 통화 시스템에 대한 이해도와 악화일로로만 걷지 않는다면 악화될 가능성이 거의 없다고 평하였다.
특히 이것은 대한민국의 1980년대 수준의 7%보다 더욱 긴축 재정이 발전을 하게 되었다는 것이며 특히 제5공화국 수준에 머무르고 있다는 것이고 상당히 파장이 일고 있다.

### 기아 문제 일시적 해소
세계일보의 반론에 따르면 2015년 이후 북한에 결식자가 거의 없다는 응답도 나왔음을 알수가 있는데 하루 식사를 몇회 했느냐는 질문에 거의 90%는 하루 세끼 이상이라고 답했음을 알수가 있고 주식으로는 백미를 먹었다는 응답이 70%로 지난해 45.3%에 비해 크게 올랐다.
고기에 대한 섭취율은 50%가 일주일에 한두번이라고도 하였으며 특히 매일이라고 답한 비율도 만만치 않았으며 이는 이 이전에도 마찬가지로 최소 2012년 이후에는 급속도로 쌀에 대한 결식자가 급속히 줄어들고 있었으며 2015년 이후에는 애초부터 쌀 위주와 고기 위주의 식사율이 늘었다.
이는 김정은이라고 단정 짓기는 어렵지만 적어도 박봉주 총리가 주도적인 역할을 하였을 가능성이 높으며 특히 포전 담당 책임제로 인하여 식량이 시장에 풀린 덕분에 기아 문제가 일시적으로 해소된 것으로 추정이 되고 있다.
2014년 10월 7일에 2014년 9월 말경부터 지역 당국이 양곡 판매소외 모든 곳에서 식량 판매를 금지했으며 조선민주주의인민공화국의 이러한 조치와 관련해 이전 양곡수매를 대중화할 데 대한 조선로동당의 방침이 있었으며 이에 따라 개인의 여유 식량을 당국이 운영하는 양곡 판매소에 시장 가격보다 10% 정도 싸게 팔게 되어 있으며 현재는 식량의 유통과 판매를 모두 개인이 하고 있어 이런 조치가 취해졌다.
강냉이 가격을 양곡판매소 가격으로 환산하면 2,500원을 10% 할인된 2,250원에 쌀 가격은 5,000원에서 10% 할인된 4,500원 정도에 팔라고 권유를 하고 있으며 가격이 많이 급락하는 결과로 거의 4.5배에서 3배까지 떨어졌으며 양곡 판매소에서 수매가와 판매가의 비율을 맞춰 물가를 잡는데 큰 역할을 하였다.